# Eldar Salavatov
Eldar Salavatov (russisk: Эльдар Измитдинович Салаватов) (født 8. januar 1976) er en russisk filminstruktør og manuskriptforfatter.

## Filmografi
- PiraMMMida (ПираМММида, 2011)[1][2]
- Mamy (Мамы, 2012)